# ドコモビジネスメンバーズ
ドコモビジネスメンバーズ（旧称: ドコモビジネスプレミアクラブ）は、NTTドコモが提供する法人向けポイントサービスである。同様の個人向けサービスとして、dポイントクラブがある。

## 特徴
法人名義のドコモの携帯電話を2回線以上所有し、一括請求を組んでいる場合に適用される。ポイントは一括代表番号が合算されその子番号に対して適用することができる。1000円利用するごとに5～100ポイント付与される。申込はビジネスプレミアクラブサイト上で行う。
dポイントクラブの前身であるドコモプレミアクラブは法人名義でも利用できたが、dポイントクラブにおいては法人名義での利用はできなくなったため法人名義の一括代表回線がドコモプレミアクラブ会員であった場合、自動的にドコモビジネスメンバーズ（ドコモビジネスプレミアクラブ）へと切り替えられた。

## ポイント
前年度末時点での継続利用年数または契約サービスを基準にステージが決定し、各ステージにおいて利用金額1000円ごとに規定のポイントが付与される。
- 1stステージ　1000円に付5ポイント（5円相当）「ドコモ継続利用期間5年未満」
- 2ndステージ　1000円に付10ポイント（10円相当）「ドコモ継続利用期間5年以上」
- 3rdステージ　1000円に付15ポイント（15円相当）「ドコモ継続利用期間8年以上」
- プレミアステージ　1000円に付20ポイント（20円相当）「ドコモ継続利用期間10年以上」
- グランプレミアステージ　1000円に付25ポイント（25円相当）「ドコモ継続利用期間15年以上」
- ゴールドステージ　1000円に付100ポイント（100円相当）「オフィスリンクおよびあんしんマネージャーを契約中」

このほか、ゴールドステージ以外の各ステージにおいては指定されるサービスへの加入で1000円ごとに5ポイント加算される。

## ポイント以外の特典
ポイントの利用以外に以下のサービスが利用できる

### 企業向け携帯電話管理サービス
ドコモビジネスメンバーズサイト上で現在のポイント状況が確認できる。また同サイトで以下のことができる。
ご利用料金管理サービス
一括請求にまとめた携帯電話の請求内訳、通話明細、パケット明細はインターネット画面上で確認することができる。データはCSVファイルにまとめてダウンロードすることができるため、利用料金等の管理に役立つ。
ビジネスmoperaあんしんマネージャー

携帯電話の管理者が、遠隔で企業の携帯電話を制御することができる。ロックやiモードアクセス制限、機種によっては遠隔カスタマイズ機能を利用できる。
2015年9月14日新規受付終了、2019年3月31日サービス終了。あんしんマネージャーが後継に当たる。
あんしんマネージャー
携帯電話端末のOSを問わず（Android、iOS、Windows、spモードケータイ、iモードケータイ）利用できる管理・制御ツール。ビジネスプラスのいちサービスとして提供されている。

### その他サービス
ドコモビジネスメンバーズサイト上で以下のことができる。
- 電池パック注文 - 上記以外の機種の場合でiモードケータイの場合500ポイント、スマートフォン等の場合2000ポイントで交換が可能。（サイト上で注文ができる）
- ケータイ補償お届けサービス
- 3年間無料故障修理サービス（自然故障の場合）
- 修理代金安心サポートサービス（全損、水濡れ以外の破損は5000円（税別）以上の修理代金はかからない
- おまかせロック
- ケータイお探しサービス